# Zvučna postalveolarna afrikata
Zvučna postalveolarna afrikata, zvučna postalveolarna sibilantna afrikata ili zvučna palato-alveolarna afrikata suglasnik je koji postoji u mnogim jezicima, a u međunarodnoj fonetskoj abecedi za njega se koristi simbolom [d͡ʒ]. U literaturi, naročito američkoj, ranije se označavao i simbolima ǰ, ǧ, ǯ i dž.
Glas postoji u standardnom hrvatskom i štokavskom narječju; suvremeni pravopis hrvatskog jezika koristi digraf dž, (vidjeti slovo dž).
Osim toga, glas postoji i u turkijskim jezicima, albanskom, mađarskom, gruzijskom, rumunjskom, engleskom i drugim.
Karakteristike su:
- po načinu tvorbe jest sibilantna afrikata
- po mjestu tvorbe jest postalveolarni suglasnik
- po zvučnosti jest zvučan.

Glas se nalazi u 25,1 % svih jezika zabilježenih u bazi podataka UPSID.

## Vanjske poveznice
- UCLA Phonological Segment Inventory Database (UPSID)(eng.)